# ブラザーフッド (ニュー・オーダーのアルバム)
『ブラザーフッド』（Brotherhood）は、イギリスのバンドニュー・オーダーが1986年に発表したアルバムである。

## 解説
4枚目のオリジナル・アルバムである。ファクトリー・レコードのカタログ番号はFACT 150。全英アルバムチャート最高位9位を記録。
このアルバムからは『ビザール・ラヴ・トライアングル』がシングルカットされ、シェップ・ペティボーンによるリミックスヴァージョンが全米ビルボード誌のクラブ・プレイ・チャートで最高位4位を記録した。

## 収録曲
1. パラダイス - Paradise - 3:50
2. ウィアードオ - Weirdo - 3:52
3. アズ・イット・イズ・ホエン・イット・ワズ - As It Is When It Was - 3:46
4. ブロークン・プロミス - Broken Promise - 3:47
5. ウェイ・オブ・ライフ - Way of Life - 4:06
6. ビザール・ラヴ・トライアングル - Bizarre Love Triangle - 4:22
7. オール・デイ・ロング - All Day Long - 5:12
8. エンジェル・ダスト - Angel Dust - 3:44
9. エヴリ・リトル・カウンツ - Every Little Counts - 4:28

日本では1986年に日本コロムビアからリリースされた。しかし彼らが所属していたファクトリー・レコードが破産し彼らはロンドン・レコードに移籍したため日本での彼らの作品はポリドール（現・ユニバーサルミュージック）が発売することになり、1993年に改めてポリドールから再リリースされている。この再リリース盤には10曲目としてシングル「ステイト・オブ・ザ・ネイション （State of the Nation）」が追加されている。

## 制作
- 作詞・作曲・編曲 - ニュー・オーダー
- プロデューサー - ニュー・オーダー
- エンジニア - マイケル・ジョンソン
- フォトグラフ - トレヴァー・キー
- デザイン – ピーター・サヴィル

## チャート
| チャート（1986年）               | 最高順位 |
| -------------------------------- | -------- |
| イギリス（全英アルバムチャート） | 9        |